# Владимир Таганцев
Владимир Николајевич Таганцев (рус: Владимир Николаевич Таганцев; Санкт Петербург, 1889 – Петроград, 29. август 1921) је био руски географ, глациолог, професор и академик, главна жртва фабрициране афере коју је створила ЧЕКА 1921. године.

## Биографија
Владимир Таганцев рођен је 1889. године у Санкт Петербургу као син Николаја С. Таганцева, познатог адвоката и професора кривичног права, почасног члана Руске академије науке и члана Државног већа. Након што је 1913. дипломирао на Државном рударском институту у Санкт Петербургу, започео је припрему за професорско звање.
Током своје каријере, Таганцев је проучавао азијске ледене површине и пустињско време, а израдио је и мапу земљишних зона у узбекистанској провинцији Фергана. За своје истраживање Туркестанских гребена награђен је малом Сребрном медаљом Друштва географа 1915. године. Године 1916. био је на челу прве екипе Црвеног крста у Првом светском рату, да би се 1917. године вратио на Свеучилиште где је постао предавач на катедри за географију и антропологију. Иако су бољшевици радо наводили како је Таганцев био професор, он никада није имао ту титулу.
Таганцев је био иницијатор Станице за истраживање сапропела у селу Залучије, на месту бившег породичног имања имања. Исто тако, био је научни секретар Државног комитета за сапропела при Руској академији наука.

## Афера
Иако је већ хапшен током 1919. и 1920. године, кључно хапшење догодило се 31. маја 1921. године. Заједно с њим, ухапшено је још неколико реномираних научника и његових колега. Повод за хапшење био је проналазак Таганцевљеве адресе у бележници Јурија Германа, бившег часника руске војске и тадашњег финског шпијуна, који је убијен истога дана на финској граници. ЧЕКА је Таганцева већ раније означила као "нелојалног грађанина", али није имала никаквог успеха с обзиром да ниједан од ухапшених није ништа признао тако да, против њих није могао да се покрене никакав случај.
Дана 10. јуна 1921. године, неколико дана након хапшења, а много пре него што је донета пресуда, држава је заплеенила сву Таганцевљеву имовину. Како је испитивање временом постајало све горе, Таганцев је у ноћи 21. јула покушао да се обеси. Дана 1. јула ухапшена је и његова супруга, Надежда Таганцева.
Инспектори нису успели да исконструишу случај, па је Таганцев препуштен Јакову Агранову. Агранов је Таганцева држао 45 дана у самици, након чега је спровео још неколико хапшења и поново испитао професора, који је, у ранијем ЧЕКА-ином извештају означен као канцеларијски професор и теоретичар, неспособан за било какав практични рад. Убрзо је након Таганцевљевог хапшења дошло до неколико апела за његово ослобађање. Први од њих упутио је самом Лењину Таганцевљев отац Николај, након чега је Лењин, 17. јула писао Феликсу Дзержинском да се Таганцев пусти на слободу. Дзержински му је одговорио како то не може учинити јер је Таганцев активни члан терористичке организације Савез за оживљавање Русије и изразито опасан противник совјетске власти. Убрзо је апел упитила и Таганцевљева ујна и Лењинова особна лекарка, али је Лењин, позивајући се на писмо Феликсу Дзержинског, одбио и тај захтев. Како Таганцев и даље није желео да призна нешто што није учинио, Агранов му је понудио ултиматум: или ће признати и нико неће страдати, или неће па ће он и све његове колеге бити убијени у року од три сата. Након дуготрајног мучења, уцене и преваре, Таганцев је коначно дао лажно признање и навео још стотине имена људи који су критиковали совјетски режим. Међу њима су били и познати песници Никоај Гумилев и Николај Пуњин, чија је једина кривица била што су упознали (можда чак и само били на истом месту као и Таганцев). Сви које је Таганцев поменуо су ухапшени 31. јула и у првим данима августа.Суђење завереницима постало је познато као Суђење Петроградској војној организацији. Таганцев је оптужен за заверу са циљем свргавања совјетске власти оружаном побуном." Без икаквих доказа, темељено искључиво на случају који никада није нити постојао, суд је осудио Таганцева и уротнике за противдржавно деловање. Преко 800 људи је осуђено у том процесу, преко стотину на смрт, а остатак је послан у радне логоре. Они одређени за погубљење су стрељани у три групе.
Таганцев је требало да буде убијен 24. августа, али је то одложено због додатног испитивања, након чега је погубљен 29. августа 1921. године у Петрограду. Истог дана погубљена је и његова супруга. Резултат ове афере био је неоснован прогон скоро 70 одсто санктпетербургских интелектуалаца. Након овог покоља, Лењин је одлучио како је погодније државне непријатеље послати у егзил, што је убрзо постала пракса. Сви оптуженици у овој афери рехабилитирани су од стране руског суда 1992. године.